# Hydriomena obscura
Hydriomena obscura är en fjärilsart som beskrevs av Henri de Peyerimhoff 1880. Hydriomena obscura ingår i släktet Hydriomena och familjen mätare. Inga underarter finns listade i Catalogue of Life.